# Torneo WTA de Budapest 2022
El Hungarian Grand Prix 2022 es un torneo de tenis que se juega en arcilla y outdoor del 11 al 17 de julio de 2022. Es la 20.ª edición del Budapest Grand Prix, y es un torneo WTA 250 en el Tour 2022 de la WTA.

## Distribución de puntos
| Modalidad           | Campeona | Finalista | Semifinal | Cuartos de final | 2ª ronda | 1ª ronda | Clasificadas | 3ª ronda de clasificación | 2ª ronda de clasificación | 1ª ronda de clasificación |
| Individual femenino | 280      | 180       | 110       | 60               | 30       | 1        | 18           | 14                        | 10                        | 1                         |
| Dobles femenino     | 280      | 180       | 110       | 60               | 1        | -        | -            | -                         | -                         | -                         |

## Cabezas de serie

### Individuales femenino
| Tenista               | Ranking | Preclasificada |
| Barbora Krejčíková    | 14      | 1              |
| Martina Trevisan      | 29      | 2              |
| Yulia Putintseva      | 33      | 3              |
| Anhelina Kalinina     | 34      | 4              |
| Aliaksandra Sasnóvich | 35      | 5              |
| Shuai Zhang           | 41      | 6              |
| Elena-Gabriela Ruse   | 54      | 7              |
| Tereza Martincová     | 23      | 8              |
| Anna Bondár           | 64      | 9              |

- Ranking del 27 de junio de 2022.

### Dobles femenino
| Tenista                              | Ranking | Preclasificada |
| Laura Siegemund Shuai Zhang          | 52      | 1              |
| Anna Danilina Aleksandra Krunić      | 63      | 2              |
| Natela Dzalamidze Kamilla Rakhimova  | 111     | 3              |
| Katarzyna Piter Kimberley Zimmermann | 132     | 4              |

## Campeonas

### Individual femenino
Bernarda Pera venció a  Aleksandra Krunić por 6-3, 6-3

### Dobles femenino
Ekaterine Gorgodze /  Oksana Kalashnikova vencieron a  Katarzyna Piter /  Kimberley Zimmermann por 1-6, 6-4, [10-6]